# Collinsia greenei
Collinsia greenei är en grobladsväxtart som beskrevs av Asa Gray och Edward Lee Greene. Collinsia greenei ingår i släktet collinsior, och familjen grobladsväxter. Inga underarter finns listade i Catalogue of Life.